# Pietro Grammorseo
Pietro Grammorseo (Mons ?, 1490 circa – Casale Monferrato, prima del 1531) è stato un pittore fiammingo.

## Biografia

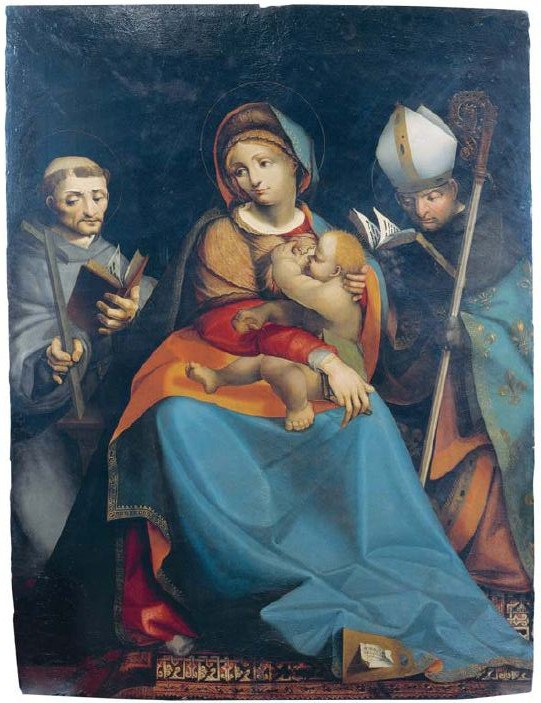
Madonna con Bambino tra san Francesco d'Assisi e un santo vescovo, Palazzo Arcivescovile, Vercelli

Di origine fiamminga, figlio d'arte, trasferitosi dalle Fiandre in Italia, attirato sia dalla cultura della penisola sia dall'intento di dimostrare la sua talentuosa fantasia, girò dal Piemonte al Veneto, dalla Lombardia al Lazio, realizzando una serie di opere eterogenee fra loro nell'impronta e segnate da una creatività mutevole ed inquieta. Riuscì ad assimilare gli stili ed i gusti italiani, miscelandoli con la sua esperienza nordica.
Passa in data non precisata in Piemonte, dove è documentato a Casale Monferrato a partire dal 1521 con la sua firma, <<Petrus de Monserio flamengus pictor>>; diventa genero di Francesco Spanzotti, fratello di Giovanni Martino, il caposcuola dell'arte piemontese centro orientale tra il XV secolo ed XVI secolo. Assieme al genero Spanzotti aprì una bottega e collaborò artisticamente in un ambito spanzottiano-defendentesco-giovenonesco.
La sua opera d'esordio fu la tavola con i santi Giovanni Battista e Lorenzo (Besançon, Musée des beaux-arts), cui seguì il polittico per il duomo di Asti, composto da una Madonna col Bambino, una Crocifissione e un san Giovanni Battista, Giulio, Orsola con una donatrice ed Eulalia, ora al Museo civico d'arte antica di Torino.
L'indipendenza della maniera del Grammorseo appare sin dalla ricostruito polittico del 1523 per la chiesa di San Francesco a Casale Monferrato, con al centro il superbo Battesimo di Cristo, ora a Torino nella Galleria Sabauda. L'educazione fiamminga che in lui si suppone è arricchita da una personale lettura delle opere di Albrecht Dürer, mentre i suoi lavori sono intrisi di richiami sia del Bramantino che di Cesare da Sesto.
Dello stesso anno risulterebbe una Adorazione dei Magi (1523), la cui assegnazione a Grammorseo non è condivisa da tutti i critici d'arte, dove emersero comunque collegamenti fra Casale e Chivasso, oltreché risoluzioni che ispireranno Eusebio Ferrari e Lanino.
Subisce inoltre anche l'influsso di Leonardo da Vinci, assumendo una piega di eccentricità in opere successive, ad esempio nella Madonna col bambino e Santi del 1524 e nella Madonna con San Pietro Martire del 1525 impreziosita da un personalissimo cromatismo, meno accentuata nella tarda Assunzione della Madonna ora alla National Gallery of Ireland di Dublino, ma proveniente dalla chiesa parrocchiale di Bosco Marengo.
Sempre nel 1524 realizzò la pala, situata presso l'Arcivescovado di Vercelli, dove gli intrecci pittorici si intensificarono per le influenze del Dürer, di Leonardo, di Raffaello, con un timbro manieristico a tratti surreale ed allusivo.
La tavola con Due dottori della chiesa, san Sebastiano donatore in San Sebastiano a Biella risale al 1527.

## Opere
- Polittico con Madonna con Bambino in trono e angeli; Sant'Orsola e donatrice; Sant'Eulalia; Crocifissione di Cristo; San Giovanni Battista; San Giulio, Museo civico d'arte antica, Torino
- Battesimo di Cristo, Museo civico d'arte antica, Torino[3]
- Battesimo di Cristo, Galleria Sabauda, Torino
- Sant'Antonio da Padova e san Defendente, Galleria Sabauda, Torino
- San Giovanni Battista e san Lorenzo, Musée des beaux-arts (Besançon), Besançon
- San Giacomo Maggiore, Mercato antiquario, Torino[4]
- San Filippo apostolo, Mercato antiquario, Torino[5]
- Adorazione dei Magi, Attuale ubicazione sconosciuta[6]
- San Francesco d’Assisi, Pinacoteca Malaspina, Pavia[7]
- Assunzione della Madonna, National Gallery of Ireland di Dublino,
- Madonna con Bambino e san Pietro Martire , Galleria Sabauda, Torino
- Madonna con Bambino tra san Francesco d'Assisi e un santo vescovo , Palazzo Arcivescovile, Vercelli
- San Paolo, Collezione privata, Casale Monferrato